# Cantone di Brignais
Il cantone di Brignais è una divisione amministrativa, situato nel dipartimento del Rodano dell'arrondissement di Villefranche-sur-Saône.
È stato costituito a seguito della riforma approvata con decreto del 27 febbraio 2014, che ha avuto attuazione dopo le elezioni dipartimentali del 2015.

## Composizione
Comprende i seguenti 6 comuni:
- Brignais
- Brindas
- Chaponost
- Grézieu-la-Varenne
- Messimy
- Vourles